# Mike Lowry
Michael Edward "Mike" Lowry, född 8 mars 1939 i St. John i Whitman County i Washington, död 1 maj 2017 i Olympia i samma delstat, var en amerikansk demokratisk politiker. Han representerade delstaten Washingtons 7:e distrikt i USA:s representanthus 1979–1989. Han var den 20:e guvernören i Washington 1993–1997.
Lowry avlade 1962 sin grundexamen vid Washington State University. Han gifte sig 6 april 1968 med Mary Carlson. Paret fick ett barn. Han utmanade kongressledamoten John E. Cunningham i kongressvalet 1978 och vann. Lowry omvaldes fyra gånger. Senator Henry M. Jackson avled 1983 i ämbetet och Lowry förlorade fyllnadsvalet mot republikanen Daniel J. Evans. Han förlorade sedan senatsvalet 1988 mot Slade Gorton.
Lowry vann 1992 års guvernörsval i Washington. Han kandiderade inte till omval. Under tiden som guvernör i Washington blev han anklagad för sexuella trakasserier av sin biträdande pressekreterare.